# Kaghnut
Kaghnut – wieś w Armenii, w prowincji Sjunik. W 2011 roku liczyła 105 mieszkańców.